# Tipula (Yamatotipula) jacobus
Tipula (Yamatotipula) jacobus is een tweevleugelige uit de familie langpootmuggen (Tipulidae). De soort komt voor in het Nearctisch gebied.